# Paternoster
|  | For den kristne bøn, der på latin hedder Pater noster, se Fader vor. |
Et paternoster eller stedsegående elevator er en passagerelevator, som består af en kæde af åbne rum (hvert enkelt er normalt designet til to personer), der langsomt cirkulerer rundt i en bygning uden stop. Passagererne kan således stå af eller på, når de vil.

## Historisk
| animated scheme of a paternoster |

Paternosteret blev opfundet i 1884 af englænderen J. E. Hall som den cykliske elevator. Navnet paternoster ("Fader vor", de to første ord af bønnen Fader vor fra latin) blev oprindeligt anvendt om anordningen, da den har form som en ring og derfor er sammenlignelig med en rosenkrans brugt som hjælp ved reciteringen af Fader vor.
En anden mulighed siges at være, at navnet stammer fra de bønner passagererne skulle udstøde når de steg på den relativt farlige anordning.
Paternostre var populære op gennem den første halvdel af det 20. århundrede da de kunne indeholde flere passagerer i forhold til normale elevatorer. De var i særdeleshed brugt i offentlige bygninger.
I mange lande er opførelsen af nye paternostre ikke længere tilladt, grundet den store fare for ulykker (folks snublen eller falden ved af- og påstigning). Risikoen for ulykker er 30 gange så stor som med almindelige elevatorer.
Ligeledes har et forøget fokus på brugere af kørestole, gangbesværede eller folk med anden nedsat fysisk evne ført til paternostrenes gradvise bortskaffelse.
I april 2006 bekendtgjorde Hitachi planer for en moderne paternoster-drevet elevator med computerstyrede vogne og normale elevatordøre til at øge sikkerheden.
Et paternoster kan også være en kæde af åbne rum indeholdende et arkivsystem, eller et kartotek.

## Bevarede paternostre i Danmark
- Christiansborg slot, København installeret i 1960.[2]
- Axelborg i København (med et dødsfald i 2015).[3]
- Sydvestjysk Sygehus i Esbjerg
- Københavns VUC (KVUC), Vognmagergade (tidligere Københavns Belysningsvæsen) kvuc.dk
- Danske Bank, Holmens Kanal, København
- Frederiksberg Rådhus
- Koncernen Danfoss Hovedkontor Nordborg
- Vejle Sygehus
- Regionshospitalet Horsens
- Regionshospitalet Randers